# رایانش خودمختار
رایانش خود مختار (به انگلیسی: Autonomic Computing) طرحی ابتکاری است که اولین بار توسط آی‌بی‌ام در سال ۲۰۰۱ آغاز شد. هدف نهایی آن ساخت سیستم‌های رایانه ای با قابلیت خود-مدیریتی است تابرپیچیدگی روزافزون مدیریت سیستم‌های رایانشی غلبه کنند و موانعی که بر اثراین پیچیدگی‌ها برسرراه گسترش‌های آتی به وجود می آیندراکاهش دهند. به عبارت دیگر رایانش خودمختار اشاره به ویژگی‌های خود-مدیریتی منابع رایانشی توزیع شده دارد. یک سیستم خودمختار خودش با استفاده از سیاست‌های سطح بالا تصمیم‌گیری می‌کند؛ پیوسته وضعیت خود را بررسی و بهینه می‌کند و خود را با شرایط در حال تغییر تطبیق می‌دهد.
چنان‌که در بسیاری از رساله‌های علمی اشاره شده‌است یک چارچوب رایانش خود مختار را می‌توان به صورت ترکیبی از مؤلفه‌های خودمختار در تعامل با یکدیگر دانست. یک مؤلفه خود مختار را می‌توان ترکیبی از دو حلقه کنترل (محلی و سراسری)، حسگرها (برای نظارت بر خود) و تأثیرگذارها (برای تنظیم خود)، دانش و برنامه‌ریز/تطبیق دهنده برای بهره‌برداری از سیاست‌ها برپایه آگاهی از خود و محیط دانست.
{{رایا